# Coleosoma
Coleosoma es un género de arañas de la familia Theridiidae.

## Especies
- Coleosoma acutiventer (Keyserling, 1884)
- Coleosoma africanum Schmidt & Krause, 1995
- Coleosoma blandum O. Pickard-Cambridge, 1882
- Coleosoma caliothripsum Barrion & Litsinger, 1995
- Coleosoma floridanum Banks, 1900
- Coleosoma matinikum Barrion & Litsinger, 1995
- Coleosoma normale Bryant, 1944
- Coleosoma octomaculatum (Bösenberg & Strand, 1906)
- Coleosoma pabilogum Barrion & Litsinger, 1995
- Coleosoma pseudoblandum Barrion & Litsinger, 1995